# Capitán Rex
El Capitán Rex (número de designación CT-7567) es un personaje ficticio de la franquicia Star Wars creada por George Lucas. Fue presentado como un personaje principal en la película animada The Clone Wars (2008) y la serie de televisión relacionada del mismo nombre. Rex es un soldado clon ARC del Gran Ejército de la República, clonado del cazarrecompensas Jango Fett, y sirve a la República Galáctica bajo el mando del General Jedi Anakin Skywalker y la Comandante Jedi Ahsoka Tano. Desde su introducción en The Clone Wars, también apareció en la serie de televisión Star Wars Rebels de 2014, la serie de televisión Star Wars: The Bad Batch de 2021 y varios medios derivados. Como todos los soldados clon en The Clone Wars, Rebels y The Bad Batch, Rex tiene la voz de Dee Bradley Baker. En Ahsoka, Rex hizo su debut en acción real en el episodio "Part Five: Shadow Warrior", con la voz de Temuera Morrison en secuencias ambientadas durante las Guerras Clon.
Se distingue físicamente de otros soldados clon por su pelo rubio rapado al ras, y se le identifica por las marcas azules en su armadura y por los estilizados ojos de halcón pintados en su casco. Rex también se distinguió por su uso de pistolas bláster gemelas en combate.  Se le describe como un soldado confiable y ejemplar, considerado por Anakin como su "primer al mando". Rex se caracteriza por creer que es su deber no solo cumplir órdenes sino también proteger a los hombres bajo su mando; sin embargo, su creencia en la República vacila en el transcurso de la serie.
El desarrollo inicial de la película The Clone Wars eligió a Alpha-17, presentado en Star Wars: Republic, para ser el personaje principal del soldado clon. Sin embargo, Lucas sintió que esto creaba demasiada aliteración con el elenco principal existente y, en su lugar, se creó un nuevo personaje. Rex se desarrolló como la personalidad central a la que aspiraban los soldados que lo rodeaban y apareció en los arcos de la historia que exploran el desarrollo de su personaje. Rex se convirtió en un favorito entre los fanáticos, ubicándose constantemente en las encuestas de fanáticos y en las listas de clasificación de personajes de Star Wars.

## Creación y desarrollo

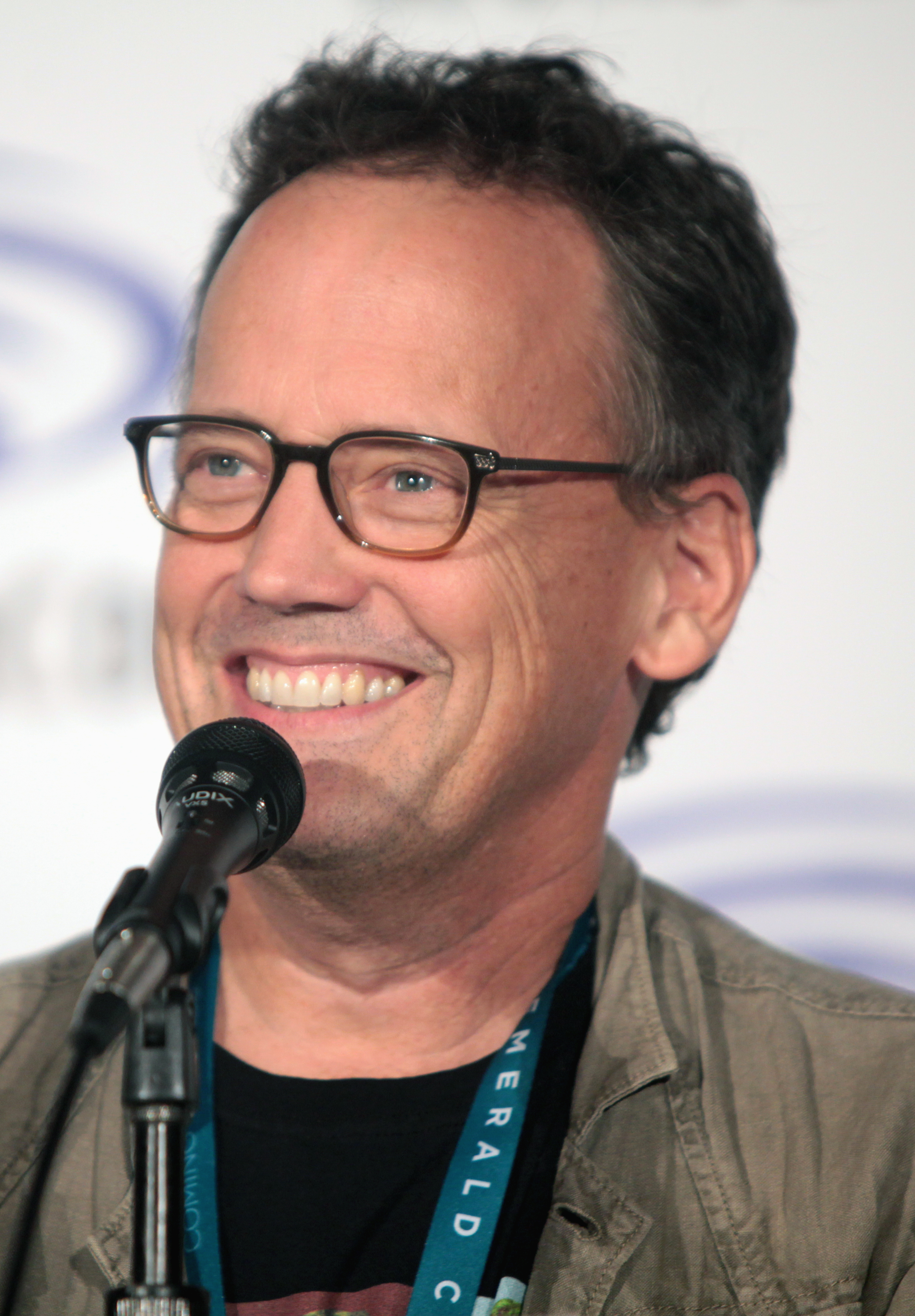
Dee Bradley Baker en el WonderCon de 2016 en Los Ángeles, California

El desarrollo inicial de la película The Clone Wars eligió a Alpha-17, que aparece en el cómic Star Wars: Republic, para ser el personaje principal de los soldado clon. Sin embargo, debido a que Anakin Skywalker, Ahsoka Tano y R2-D2 también eran personajes principales, el creador de Star Wars, George Lucas, sintió que el nombre de Alpha creaba demasiada aliteración entre el elenco principal, y en su lugar se creó un nuevo personaje, el Capitán Rex. El nombre "Rex" fue elegido por Lucas. Anteriormente, el nombre Capitán Rex se usaba para el piloto droide novato propenso a errores RX-24 de Star Tours, que reemplazó un concepto anterior de un veterano impredecible y arriesgado de las Guerras Clon. 
El actor de voz Dee Bradley Baker da voz a todos los personajes de los soldados clon en The Clone Wars, incluido Rex. Para diferenciar los personajes, Baker consideró los rasgos de personalidad de cada clon, eligió uno o dos adjetivos para cada uno y registró cada personaje por separado. Para ayudar con la interpretación vocal, Baker y el director supervisor Dave Filoni desarrollaron un "triángulo de clonación" que ordenaba a los personajes por personalidad. Rex, caracterizado como el tipo de personalidad central al que aspiraban los otros clones, se colocó en el centro, y los otros clones, que representaban un exceso de ciertos rasgos en relación con Rex, se colocaron alrededor de los bordes del triángulo. 
Filoni deseaba más que la serie abordara los destinos de Rex y Ahsoka porque no aparecen en Star Wars: Episodio III - La venganza de los Sith, que se lanzó antes de The Clone Wars pero se establece después de la línea de tiempo de la serie. En abril de 2011, insinuó que las historias de los dos personajes posiblemente estaban conectadas y comentó: "Mucha gente dice que quiere saber más sobre [Ahsoka], y junto con eso va Rex". También expresó el esfuerzo consciente del equipo de producción para escribir los arcos de la historia de Rex: "Creo que una de las otras cosas es que tenemos un gran desarrollo de Rex que realmente queremos seguir contando la historia de Rex y las cosas centradas en Rex". 

## Caracterización
El banco de datos oficial de Star Wars describe a Rex como un "sólido, según el libro" y un "soldado clon ejemplar, valiente bajo el fuego y dedicado a los hombres que sirven a sus órdenes" que debe adaptarse a su mando Jedi "inconformista" y oficiales "terco". Se describe que su entrenamiento inculcó la creencia de que la vocación más importante de un soldado es el deber, aunque su creencia vacila en el transcurso de las Guerras Clon y llega a cuestionar el propósito del conflicto. La entrada caracterizó a Rex por llegar a admirar e incluso imitar la improvisación y la voluntad de romper las reglas de Anakin Skywalker. En "Darkness on Umbara", Anakin describe a Rex como su "primer al mando" y el segundo en lealtad o capacidad. 
Rex se distingue por su cabello rubio bien afeitado (donde la mayoría de los otros clones tienen cabello oscuro) y sus estilizados ojos de halcón que adornan sus cascos; como todos los miembros de la 501, su armadura tiene marcas azules. Más adelante en la serie, la armadura de Rex lleva marcas de conteo, que representan muertes, y Filoni sintió que comunicaba que Rex "se está convirtiendo en una especie de pequeña leyenda" porque es "un sobreviviente a largo plazo de las Guerras Clon". También tiene una cicatriz en la barbilla en homenaje al actor Harrison Ford, quien interpretó a Han Solo en la trilogía original. 
El diseño posterior del casco de Rex, que apareció por primera vez en la cuarta temporada, estaba compuesto por elementos tanto del antiguo estilo del Episodio II como del nuevo diseño del estilo del Episodio III. La visera en forma de T de su nuevo casco usaba el diseño de la visera anterior como base y conservaba las antiguas proporciones, lo que requería que algunos elementos se bajaran para encajar. Filoni desarrolló una historia de fondo en el universo para el diseño y sintió que Rex "intentar usar la misma armadura" al unir una versión híbrida era un buen rasgo de carácter que se sumaba a su singularidad. Filoni también caracterizó este casco especializado y "mezcolanza de equipo antiguo y equipo nuevo" como indicativo de la desconfianza de Rex en la calidad de la nueva armadura y la creencia de Rex de que con "material clásico, la artesanía es un poco mejor".  Rex continúa usando su casco y partes de su armadura de soldado clon en sus apariciones en Rebels.

## Apariciones

### Star Wars: The Clone Wars
Presentado en la película animada The Clone Wars y luego en la serie de televisión del mismo nombre, el Capitán Rex, número de designación CT-7567, es el oficial al mando de Torrent Company dentro de la Legión 501 bajo el mando del General Jedi Anakin Skywalker y la Comandante Padawan Jedi Ahsoka Tano. Lucha como soldado del Gran Ejército de la República en numerosas campañas de las Guerras Clon contra el ejército de droides de batalla Separatista. Como soldado clon, fue clonado en Kamino del cazarrecompensas Jango Fett y envejece a un ritmo acelerado, envejeciendo veinte años en diez años. Como Capitán Clon de Anakin, participa en muchas misiones con Anakin y su Padawan Ahsoka Tano, compartiendo las habilidades de pensamiento rápido y la imprudencia de Anakin en ocasiones.
En un arco narrativo de la cuarta temporada, la Legión 501 está dirigida temporalmente por el general Jedi Pong Krell. Ante la insensibilidad de Krell hacia las vidas de los clones y su negativa a tratar a los soldados como individuos en lugar de unidades numeradas, Rex se ve atrapado entre su deber de seguir las órdenes de Krell y su responsabilidad de proteger a sus hombres.  A pesar del creciente descontento en las filas y los llamados a la disidencia de Fives, Rex no desafía abiertamente a Krell. Sin embargo, Rex apoya una misión dirigida por Fives que está expresamente prohibida por Krell pero que salva numerosas vidas de soldados clon. Después de que las órdenes hacen que la Legión 501 y el Batallón de Ataque 212 se ataquen entre sí sin saberlo, Rex lleva a los soldados a arrestar a Krell, quien revela que se ha pasado al lado oscuro, admite que ha estado saboteando deliberadamente a los clones y luego es ejecutado por el soldado clon Dogma. Rex también está involucrado en un arco narrativo de la sexta temporada que se centra en una conspiración relacionada con los soldados clon. Fives descubre que chips inhibidores se implantan en secreto en los cerebros de los soldados clon y se pueden usar para volverlos contra los Jedi. Él le revela esto a Rex antes de que muera. 
Rex es un personaje principal en el arco argumental Bad Batch, un arco narrativo inacabado lanzado como animación completa; el arco se lanzó en forma completa como parte de la séptima temporada de The Clone Wars, lanzada en Disney+ en 2020. Poco después de la muerte de Fives, Rex descubre una transmisión de Echo, que anteriormente se pensaba que había muerto en acción, y lidera una exitosa misión para rescatarlo, con la ayuda de Anakin y la Fuerza Clon 99 (también conocido como "The Bad Batch"), un escuadrón de soldados clon con mutaciones genéticas. Rex también aparece en el arco de la historia final de la serie, el Asedio de Mandalore, ambientado durante los eventos del Episodio III. Después de ser ascendido a comandante, lidera la mitad de la Legión 501 reasignada a Ahsoka ahora renombrada como la Compañía de clones 332, quien previamente renunció al mando al dejar la Orden Jedi, en un asalto a Mandalore, con la intención de capturar al antiguo lord Sith Darth Maul. Aunque el asalto tiene éxito y las fuerzas de Maul son derrotadas, con el propio Maul capturado, Palpatine, quien se ha revelado como Darth Sidious, emite la siniestra Orden 66, lo que hace que los soldados clones de la Compañía 332 de Ahsoka se vuelvan contra ella, incluido el mismo Rex; sin embargo y contra todo pronóstico Rex consigue resistir por unos breves minutos la Orden 66 y trata de desobedecerla a toda costa, pero desafortunadamente el embrujo del chip es demasiado fuerte para resistirlo, no obstante Rex consigue advertirle a la joven togruta que huya rápido del lugar y busque el expediente del soldado clon Fives, antes de finalmente caer poseído por la maldición de la orden mencionada. Como resultado, Ahsoka escapa y se esconde en la nave y ordena que Maul sea ejecutado inmediatamente, pero unos minutos después Ahsoka con la ayuda de los droides astromecánicos del crucero, consiguen electrocutar a Rex y dejarlo inconsciente el tiempo suficiente para trasladarlo hasta la bahía médica del crucero y consiguen localizar y extirparle con éxito el chip inhibidor del cerebro de Rex, restaurando su libre albedrío y de paso liberarlo de la maldición de la Orden 66. Por su supuesta traición contra la República, el soldado clon ARC Trooper Jesse degrada de su rango al Comandante Rex al rango de Capitán por desobedecer la Orden 66 y ordena la inmediata ejecución de ambos. Sin embargo, Rex y Ahsoka logran escapar del crucero en el que se encuentran antes de que se estrelle contra el planeta de abajo. Después del impacto, Rex y Ahsoka entierran a Jesse y los clones muertos en una fosa común, marcándola con los cascos de los clones caídos. Luego, la pareja finge sus muertes y se van por caminos separados.

### Star Wars Rebels
Rex se agregó al elenco principal de la serie de televisión Star Wars Rebels, ambientada quince años después de The Clone Wars, en la segunda temporada. Ahora aparentemente un hombre mucho mayor debido al envejecimiento acelerado, Rex vive con sus compañeros soldados clon, el Comandante Wolffe y el Capitán Gregor en el planeta Seelos. En el episodio "The Lost Commanders", la tripulación del Fantasma busca a los tres siguiendo las instrucciones de Ahsoka, y les piden ayuda a los soldados para establecer una nueva base rebelde. Aunque a los tres se les quitaron sus chips inhibidores, lo que les permitió ignorar la Orden 66, el ex padawan Kanan Jarrus inicialmente desconfía de ellos. Wolffe, temiendo las consecuencias de ayudar a los rebeldes y Jedi, contacta al Imperio Galáctico para proteger a sus hermanos clones. Sin embargo, Rex convence a Wolffe de que se puede confiar en los rebeldes y repele al Imperio, ganándose a su vez la confianza de Kanan. Rex deja a Wolffe y Gregor para unirse a la Alianza Rebelde y luchar junto a la tripulación del Fantasma y Ahsoka contra el Imperio. En el epílogo del final de la serie "Family Reunion - and Farewell", se revela que fue ascendido a comandante nuevamente y luchó con Hera Syndulla en la Batalla de Endor.

### Star Wars: The Bad Batch
Rex aparece en la serie animada The Bad Batch, que continúa la historia del equipo de soldados clon con mutaciones convenientes conocida como la Fuerza clon 99 o el Bad Batch, inmediatamente después de The Clone Wars. Es mencionado por primera vez en el episodio "Cut and Run" por el clon desertor Cut Lawquane, a quien Rex visitó poco después de los eventos de la Orden 66, donde Rex le contó a Cut sobre los chips inhibidores que causaron que los clones regulares se volvieran en contra de los Jedi y Cut transmite esta información al Bad Batch cuando lo visiten al día siguiente. En el episodio "Decomissioned", las hermanas Trace y Rafa Martez tienen un encuentro con el Bad Batch en Corellia mientras intenta recuperar datos de un droide táctico para Rex. Después de su misión, las hermanas le informan a Rex que el Bad Batch se ha rebelado contra el Imperio y le dicen cómo encontrarlos. En el siguiente episodio, "Battle Scars", Rex rastrea y se reúne con Bad Batch, pero se alarma al saber que ellos todavía no se han quitado los chips como lo hizo él. Para extirparles los chips, Rex los lleva a un cementerio de cruceros Venator en desmantelamiento en el planeta Bracca, para usar su bahía médica, pero durante su misión, a Wrecker, uno de los miembros de Bad Batch, se le activa el chip y los ataca violentamente. Rex ayuda a los demás a someter a Wrecker y consiguen con éxito eliminar los chips de los cerebros del resto del Bad Batch y se separan de Rex. Más tarde regresa en el episodio "War-Mantle" como un holograma, donde le pide al Bad Batch que investigue una señal de socorro enviada por el Capitán clon Gregor de Daro.
Reaparece en la segunda temporada; en "The Clone Conspiracy", aparece para ayudar a la senadora Riyo Chuchi después de un intento de asesinato contra ella y el soldado clon Slip (el cual lo había contactado), quien muere cuando iba a testificar en contra del imperio en medio de la discusión de una ley de reclutamiento para reemplazarlos por humanos. Llama al Bad Batch y juntos obtienen pruebas contra el vicealmirante Rampart de la destrucción de Ciudad Tipoca para evitar la aprobación de la ley; sin embargo el Emperador Palpatine persuade para que la ley se apruebe y así los clones ser dados de baja en desmedro de los humanos. Tras ello, recluta a Echo y regresa en "Tipping Point", donde ambos junto con Gregor rescatan a un grupo de clones desertores, entre ellos el Capitán Howzer, además de establecer una red de contacto con otros clones que buscan desertar, desilusionados del imperio.

### Tales of the Jedi
Rex aparece en la serie animada Tales of the Jedi. Ayuda a Anakin a entrenar a Ahsoka con sus soldados en el episodio La práctica hace la perfección y tiene un cameo sin hablar en Resolve después de haber llevado a Ahsoka a Naboo para asistir al funeral de Padme Amidala.

### Ahsoka
Rex hizo su primera aparición en acción real en el episodio de Ahsoka "Part Five: Shadow Warrior", durante secuencias de flashback en las Guerras Clon. 

### En otros medios
Desde su introducción en The Clone Wars, Rex también ha aparecido en cómics, novelas y videojuegos del Universo Expandido de Star Wars, también conocido como Star Wars Legends.
En marzo de 2016, Filoni apoyó la antigua teoría de los fanáticos de que Rex era el miembro mayor del grupo de asalto de Han Solo, anteriormente conocido en la continuidad de Legends como Nik Sant, en Endor en Return of the Jedi. En agosto de 2017, el escritor Steven Melching compartió el arte conceptual de la cuarta temporada de Star Wars Rebels, y se informó como una confirmación de esta teoría. Melching luego aclaró que en ese momento no sabía si Rex y Sant eran el mismo personaje, afirmando que debido a la progresión de la serie, el traje de Rex naturalmente se parecería a los que usan los comandos de la Alianza Rebelde en Return of the Jedi. Rebels finalmente no declaró si Rex y Nik Sant son el mismo personaje, lo que Filoni dijo más tarde que fue una decisión intencionada para permitir cualquiera de las dos posibilidades.

## Mercancía
Rex fue el personaje destacado de la imagen comercial de productos de Star Wars de 2010 creada por Pilot Studio.  El concepto inicialmente presentaba a Anakin Skywalker, pero las discusiones sobre otros personajes más adecuados para representar la marca llevaron a Rex, "un personaje fuerte y valiente que es claramente uno de los héroes de The Clone Wars". Inicialmente, Pilot Studio se mostró reacio a usar a Rex porque su casco no permitía el contacto visual, un elemento enfatizado en el concepto de imagen comercial inicial.  En 2020, Hot Toys produjo una figura de acción de sexta escala de Rex, con una cabeza esculpida, que sigue el modelo de Temuera Morrison, y un segundo casco. 

## Recepción
El Capitán Rex se convirtió en el favorito de los aficionados. Filoni señaló que, si bien los fanáticos mayores estaban emocionados de ver aparecer a Grand Moff Tarkin y Chewbacca en la serie, los fanáticos más jóvenes parecían preferir personajes como Rex.  Baker se sorprendió de que Rex fuera querido porque los soldados clon no se establecieron como personajes distintos en las películas.  
Rex ocupó el puesto 36 en el Top 100 de personajes de Star Wars de IGN, donde se lo describió con un "nombre tonto" pero "malo". Se notó su capacidad para evolucionar y adaptarse como personaje y como soldado, especialmente su cambio del desprecio a la simpatía hacia un soldado clon desertor.  Eric Goldman sintió que la reunión de Rebels entre Rex y Ahsoka fue un momento conmovedor y el punto culminante emocional de "Relics of the Old Republic". También señaló que la reintroducción de Rex y la total confianza de Ahsoka en él generaron más preguntas sobre Rex en el tiempo entre The Clone Wars y Rebels.